# 伊部菊雄
伊部 菊雄（いべ きくお、1952年11月15日 - ）は、日本の技術者。新潟県柏崎市出身。カシオ計算機株式会社の技術者。G-SHOCKの開発で知られる。

## 人物・経歴
1952年（昭和27年）11月15日、 新潟県柏崎市で生まれる 。幼稚園の時に東京都の池袋の椎名町に引っ越す。もともと医師を目指していたが、血を見るのが好きではなかったことなどもあり断念する。その後、東京都立練馬高等学校に進学する。1976年（昭和51年）に上智大学理工学部機械工学科を卒業。同年にカシオ計算機株式会社に入社し、時計設計部でデジタル時計の構造開発を担当する。
1981年（昭和56年）、自身の腕時計が壊れた経験から、「落としても壊れない時計」というテーマを掲げ、2年をかけ「G-SHOCK」として商品化に成功。その後、G-SHOCK「MR-G」、フルメタル電波ソーラー時計「OCEANUS」の商品企画等に従事。2020年現在も時計の開発を行いながら、「Father of G-SHOCK」として世界各国でブランドの世界観を広める活動に携わる。